# 2002 في السعودية
تحتوي هذه المقالة على أهم الأحداث التي شهدتها السعودية في 2002، والذي يوافق 16 شوال 1422 / 26 شوال 1423 هجري, إضافة إلى أهم الشخصيات السعودية التي وُلدت أو تُوفيت في هذه السنة.

## السياسة

### الحكم
الملك:فهد بن عبد العزيز آل سعود

## أحداث
- افتتاح المشروع الثاني للخزن الاستراتيجي السعودي بمدينة جدة لضمان توزيع النفط ومشتقاته في حالات السلم والطوارئ.[1]

### يناير
- 2: تحطمت طائرة عسكرية تابعة للقوات الجوية الملكية السعودية من طراز (اف 15) في المنطقة الشرقية تسببت في وفاة طاقمها المكون من ضابطين برتبتي رائد ونقيب رحمهما الله .[1]
- 17: زيارة مساعد وزير الخارجية الأمريكي لشؤون الشرق الأوسط وليم بيرنز إلى المملكة العربية السعودية .
- 17: الإعلان عن "جائزة نايف بن عبد العزيز آل سعود العالمية للسنة النبوية والدراسات الإسلامية المعاصرة، وتعد الأولى من نوعها على مستوى المملكة والعالم.
- 19:الملك فهد بن عبدالعزيز آل سعود يستقبل في مكتبه فخامة رئيس الولايات المتحدة الأمريكية السابق بيل كلينتون الذي زار المملكة للمشاركة في منتدى جدة الاقتصادي لعام 2002م.
- 21 يناير نجاح فصل التوأم السيامي السوداني نجلاء ونسيبة في المملكة العربية السعودية تحت قيادة الدكتور السعودي عبدالله الربيعة .[2]
- 28: احتضنت الرياض الاجتماع الإقليمي الآسيوي الأول لمكافحة الجرائم الاقتصادية بمشاركة 20 دولة من غرب آسيا وخبراء من الأمم المتحدة وممثلين عن شرطة الانتربول والشرطة الفدرالية الاسترالية.[1]

### فبراير
- 17: أعلن صاحب السمو الملكي الأمير عبد الله بن عبد العزيز ولي العهد نائب رئيس مجلس الوزراء رئيس الحرس الوطني السعودي مبادرة السلام العربية لإنهاء النزاع العربي الإسرائيلي وحل القضية الفلسطينية.[1]

### مارس
- 11: اتهامات لهيئة الأمر بالمعروف والنهي عن المنكر بالتسبب بأرتفاع حالات الوفاة في حريق مدرسة البنات في مكة بسبب منع الفتيات من الخروج بسبب عدم ارتدائهن الحجاب.[3]
- 11: افتتاح الندوة العالمية حول جهود خادم الحرمين الشريفين الملك فهد في خدمة الإسلام والمسلمين. وشارك في الندوة حوالي 400 مفكر وعالم ودبلوماسي يمثلون نحو 50 دولة عربية وأجنبية.
- 12: الملك فهد بن عبدالعزيز يستقبل في مكتبه دولة رئيس وزراء ايطاليا سليفيو بيرلسكونى والوفد المرافق له.
- 31 مايو : مشاركة المنتخب السعودي في كأس العالم للمرة الثالثة في تاريخه.

### أبريل
- 9: قدمت المملكة العربية السعودية مبلغ مليون دولار أمريكى منحة لبرنامج الغذاء العالمي التابع للأمم المتحدة من اجل المساعدة في شراء مواد غذائية للاجئين الأفغان الذي يعيشون في باكستان.

### يونيو
- 18: القبض على عناصر من تنظيم القاعدة خططت لتنفيذ أعمال إرهابية وتخريبية تضم ستة سعوديين وسودانيا وعراقيا باستخدام مواد متفجرة وصاروخين من طراز سام 7 .[1]

### يوليو
- 26: عقد في رحاب المملكة اجتماع القمة التشاورية الخليجية الرابعة حيث تدارست أفكارا طرحها صاحب السمو الملكي الأمير عبدالله بن عبدالعزيز لتعزيز مسيرة العمل الخليجي المشترك والحالة العراقية الكويتية وضرورة تنفيذ العراق للقرارات الشرعية الدولية والنزاع الإماراتي الإيراني حول الجزر الإماراتية التي تحتلها ايران.

### سبتمبر
- 7: إنشاء وزارة للمياه، بعد فصلها عن وزارة الزراعة، بهدف مواجهة مشكلة المياه وإعداد الدراسات الملائمة لسد النقص والمحافظة على المصادر وتوجيهها وترشيدها لمواجهة مشاريع التنمية المطردة والتعداد السكاني المتزايد. وتم تعيين الدكتور غازي القصيبي سفير المملكة لدى بريطانيا وزيراً لوزارة المياه.[4]
- 17: نجاح فصل التوأم السيامي الماليزي أحمد ومحمد في المملكة العربية السعودية تحت قيادة الدكتور السعودي عبدالله الربيعة .[5]
- 23: مجلس الوزراء يوافق على فتح فرع لكل من البنك الوطني الكويتي وبنك البحرين الوطني بالمملكة ليرتفع عدد البنوك المرخص لها بالعمل في المملكة إلى 14 بنكا منها عشرة بنوك سعودية.
- 29: وقع حادث انفجار سيارة بحي السليمانية بمدينة الرياض وقد نجم عن الحادث وفاة قائدها.

### أكتوبر
- 1: إصدار أول بطاقة هوية خاصة بالمرأة تحمل صورتها وبياناتها الشخصية.
- 2: متحدث رسمي يبدي قلق المملكة العربية السعودية الشديد وانزعاجها البالغ على مشروع القانون الذى اصدره الكونجرس حول قانون تفويض العلاقات الخارجية لعام 2003م الذى يضم قسما يعترف بالقدس عاصمة لاسرائيل.
- 17: دشن صاحب السمو الملكي الأمير عبدالله بن عبدالعزيز ولي العهد نائب رئيس مجلس الوزراء رئيس الحرس الوطني اكبر مشروع سعودي للغاز الطبيعي في الحوية بالمنطقة الشرقية. وسيساهم المشروع في تزويد السوق المحلي بحوالي 4ر1 مليار قدم مكعبة من الغاز يوميا.
- 19: شهدت الرياض انعقاد ندوة الرؤية المستقبلية للاقتصاد السعودي التي افتتحها سمو ولي العهد ووضعت استراتيجية للاقتصاد السعودي للعشرين سنة المقبلة.
- 21: تعاقدت المملكة مع المدرب الهولندي جيراد فان دير يلم لتولي الإشراف على تدريب المنتخب الأول لكرة القدم خلفا للمدرب الوطني ناصر الجوهر.

### نوفمبر
- 20: صدور امر ملكي باعتبار موقع قلعة اجياد سابقا وقفا للحرمين الشريفين تحت مسمى وقف الملك عبدالعزيز للحرمين الشريفين.
- 20: إقامة أول ماراثون من نوعه، حيث يشارك 25 طفلاً معوّقاً في ماراثون للجري باستخدام الكراسي المتحركة في مهرجان ضخم تنظمه جمعية الأطفال المعوقين بالتعاون مع شركة «ماكدونالدز السعودية»، وذلك بمناسبة يوم الطفل العالمي.[6]
- 20: قام صاحب السمو الملكي الامير عبدالله بن عبدالعزيز ولي العهد نائب رئيس مجلس الوزراء رئيس الحرس الوطني بزيارة تفقدية لبعض الاحياء القديمة في مدينة الرياض.
- 21: نجح فريق طبي من مستشفى الملك فيصل التخصصي ومركز الأبحاث بالرياض في إجراء عملية زراعة كبد لطفلة سعودية في العاشرة من عمرها تبرعت لها والدتها بجزء من كبدها كأول عملية يجريها المستشفى من متبرع حي في أولى خطوات برنامج زراعة الكبد من متبرعين أحياء الذي أسسه المستشفى مؤخرا.[7]
- 23: عقد في مقر الرئاسة الفرنسية الاجتماع المخصص لدعم لبنان مؤتمر باريس 2 ورأسه الرئيس الفرنسى جاك شيراك. عن مواصلة هذا الدعم. واعلن سمو الامير سعود الفيصل وزير الخارجية باسم حكومة المملكة العربية السعودية ان المملكة ستسهم في تغطية ما نسبته 15 في المائة من اجمالى ما تحقق لهذا الاجتماع لمعالجة مديونية لبنان وبحد أقصى قدره سبعمائة مليون دولار على شكل ضمانات وشراء سندات حكومية.[1]
- 28: أعلنت المملكة ميزانيتها العامة للعام 2003 بتقديرات بلغت 213 مليارات ريال للإيرادات و234 مليار ريال للمصروفات العامة بعجز قدره 21 مليار ريال.[8]

### ديسمبر
- 16: افتتحت في الكويت بطولة الأمير فيصل بن فهد الثامنة لكأس العرب التي تستضيفها دولة الكويت خلال الفترة من 12 الى 26 من شوال 1423هـ الموافق 16 من ديسمبر 2002.
- 17: بدأت المملكة طرح حوالي 90 مليون سهم من اسهم شركة الاتصالات السعودية للاكتتاب العام بمعدل 60 مليون سهم للمواطنين و3 ملايين لصندوقي التقاعد والتأمينات الاجتماعية. وشركة الاتصالات هي أكبر شركة اتصالات في المنطقة العربية ومن أكبر الشركات الحكومية السعودية التي يتم تخصيصها حتى الآن.
- 20: ـ اطلاق القمر الاصطناعى السعودي الثالث (سعودى سات /1 ج) وذلك من قاعدة بيكانور في جمهورية كازاخستان عبر الصاروخ الروسى دنيبر الذى يعد القمر الاصطناعى السعودى الثالث الذى تم تصنيعه بأيد سعودية في معهد بحوث الفضاء بمدينة الملك عبدالعزيز للعلوم والتقنية ويدور القمر حول الارض على أرتفاع (650) كيلو مترا وبزاوية (64) درجة.[1]
- 28: افتتاح عدد خمس مدارس جديدة في مدينة القريات , شمال المملكة العربية السعودية ، وهي: ثانوية بقرية العقيلة. ثانوية بقرية قليب خضر. مدرسة متوسطة بحي المطار الشرقي. مدرسة ابتدائية بحي البلاعيس. مدرسة ابتدائية بقرية جماجم.[9]
- 31: بحضور مدير التعليم بمحافظتي حوطة بني تميم والحريق إبراهيم بن محمد الصويهيد أقيم عصر يوم أمس الاثنين حفل افتتاح معرض الطفل الثالث والعروض المسرحية المرافقة له على مسرح المكتبة العامة بالسلامية.[10]
- 31: افتتاح مدارس انجال المستقبل الاهلية بمحافظة البكيرية التي انشأتها مجموعة الكيم التعليمية تحت اشراف شئون تعليم البنات بوزارة المعارف.[11]
- 31 : استقبال أول حالة للقوات المسلحة عن طريق الإخلاء الطبي (الطائرة العمودية) وقد كانت الحالة في وضع صحي خطير نتيجة حادث مروري مروع بمحافظة المجاردة وبالتنسيق مع مسئول الإسعاف والحوادث بالمستشفى السعودي الألماني بعسير.[12]

## مواليد
نورة بنت عبد الإله بن عبد العزيز آل سعود، أصغر أحفاد الملك عبد العزيز آل سعود ذكوراً وإناثاً.

## وفيات

### يناير
- 3: محمد العلي، ممثل سعودي (و. 1949).[13]
- 22 يوليو : أحمد بن سلمان بن عبد العزيز آل سعود، الإبن الثالث للملك سلمان بن عبد العزيز آل سعود.
- 31 مايو - المعتز بن سعود بن عبد العزيز آل سعود، أحد أبناء الملك سعود.